# ترافيس كروس
ترافيس كروس هو مصارع هاوي كندي، ولد في 1 ديسمبر 1980 في نانيامو إي في كندا.

## وصلات خارجية
- ترافيس كروس على موقع قاعدة بيانات المصارعة الدولية (الإنجليزية)
- ترافيس كروس على موقع اللجنة الأولمبية الدولية (الإنجليزية)
- ترافيس كروس على موقع أوليمبيديا (الإنجليزية)
- ترافيس كروس على موقع اللجنة الأولمبية الكندية (الإنجليزية)